# Barbour Lewis

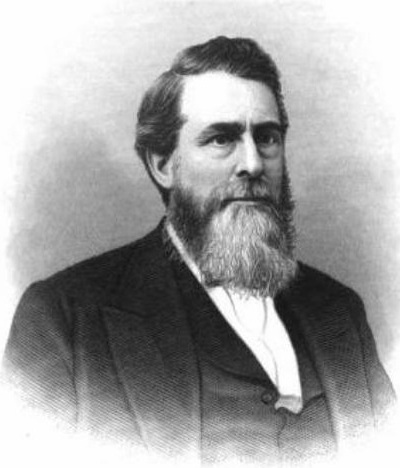
Barbour Lewis

Barbour Lewis (* 5. Januar 1818 in Alburgh, Vermont; † 15. Juli 1893 in Colfax, Washington) war ein US-amerikanischer Politiker. Zwischen 1873 und 1875 vertrat er den Bundesstaat Tennessee im US-Repräsentantenhaus.

## Werdegang
Barbour Lewis besuchte die öffentlichen Schulen seiner Heimat und danach bis 1846 das Illinois College in Jacksonville. Anschließend arbeitete er für einige Zeit in Mobile (Alabama) als Lehrer. Nach einem anschließenden Jurastudium an der Harvard University und der Zulassung als Rechtsanwalt begann er in seinem neuen Beruf zu arbeiten. Politisch schloss sich Lewis der im Jahr 1854 gegründeten Republikanischen Partei an. Im Jahr 1860 war er Delegierter zur Republican National Convention in Chicago, auf der Abraham Lincoln als Präsidentschaftskandidat nominiert wurde. Während des Bürgerkrieges war Lewis bis 1863 Hauptmann einer Freiwilligeneinheit aus Missouri, die zum Heer der Union gehörte. Zwischen 1863 und 1864 war er von der Militärverwaltung im besetzten Memphis als Zivilrichter eingesetzt. In den folgenden Jahren blieb er in Tennessee. Zwischen 1867 und 1869 war er Landrat im Shelby County.
Bei den Kongresswahlen des Jahres 1872 wurde Lewis im wieder eingerichteten neunten Wahlbezirk von Tennessee in das US-Repräsentantenhaus in Washington, D.C. gewählt, wo er am 4. März 1873 sein neues Mandat antrat. Da er im Jahr 1874 nicht bestätigt wurde, konnte er bis zum 3. März 1875 nur eine Legislaturperiode im Kongress absolvieren. Nach seinem Ausscheiden aus dem US-Repräsentantenhaus praktizierte Lewis in Memphis als Anwalt. Im Jahr 1878 zog er nach St. Louis in Missouri. Ein Jahr später leitete er für einige Monate das Land Office in Salt Lake City. Anschließend zog er in das Washington-Territorium, wo er in der Landwirtschaft und hierbei vor allem in der Viehzucht tätig war. Er starb am 15. Juli 1893 in Colfax im inzwischen gegründeten Bundesstaat Washington.